# Route nationale 38 (Luxembourg)
Pour les articles homonymes, voir N38 et Route nationale 38.
La route nationale 38 est une route nationale luxembourgeoise.
Cette courte route relie le chemin repris 161 à l'autoroute A3 à Dudelange.